# Beaupont
Beaupont ist eine französische Gemeinde mit 717 Einwohnern (Stand 1. Januar 2022) im Département Ain in der Region Auvergne-Rhône-Alpes; sie gehört zum Kanton Saint-Étienne-du-Bois im Arrondissement Bourg-en-Bresse.

## Geografie
Die Gemeinde Beaupont liegt in der Bresse, etwa 20 Kilometer nördlich von Bourg-en-Bresse. Durch das Gemeindegebiet, das im Norden an das Département Saône-et-Loire grenzt, fließt der Solnan, die westliche Gemeindegrenze markiert sein Nebenfluss Sevron. Zwischen Kernort und Solnan verläuft die A 39.
Nachbargemeinden von Beaupont sind Varennes-Saint-Sauveur im Norden, Condal im Nordosten, Domsure im Osten, Pirajoux im Süden und Cormoz im Nordwesten.

## Bevölkerungsentwicklung
| Jahr                       | 1962 | 1968 | 1975 | 1982 | 1990 | 1999 | 2006 | 2012 | 2020 |
| Einwohner                  | 678  | 575  | 515  | 415  | 422  | 492  | 553  | 675  | 683  |
| Quellen: Cassini und INSEE |      |      |      |      |      |      |      |      |      |

## Sehenswürdigkeiten
- Ferme de Bevay (Monument historique)
- Kirche Saint-Antoine

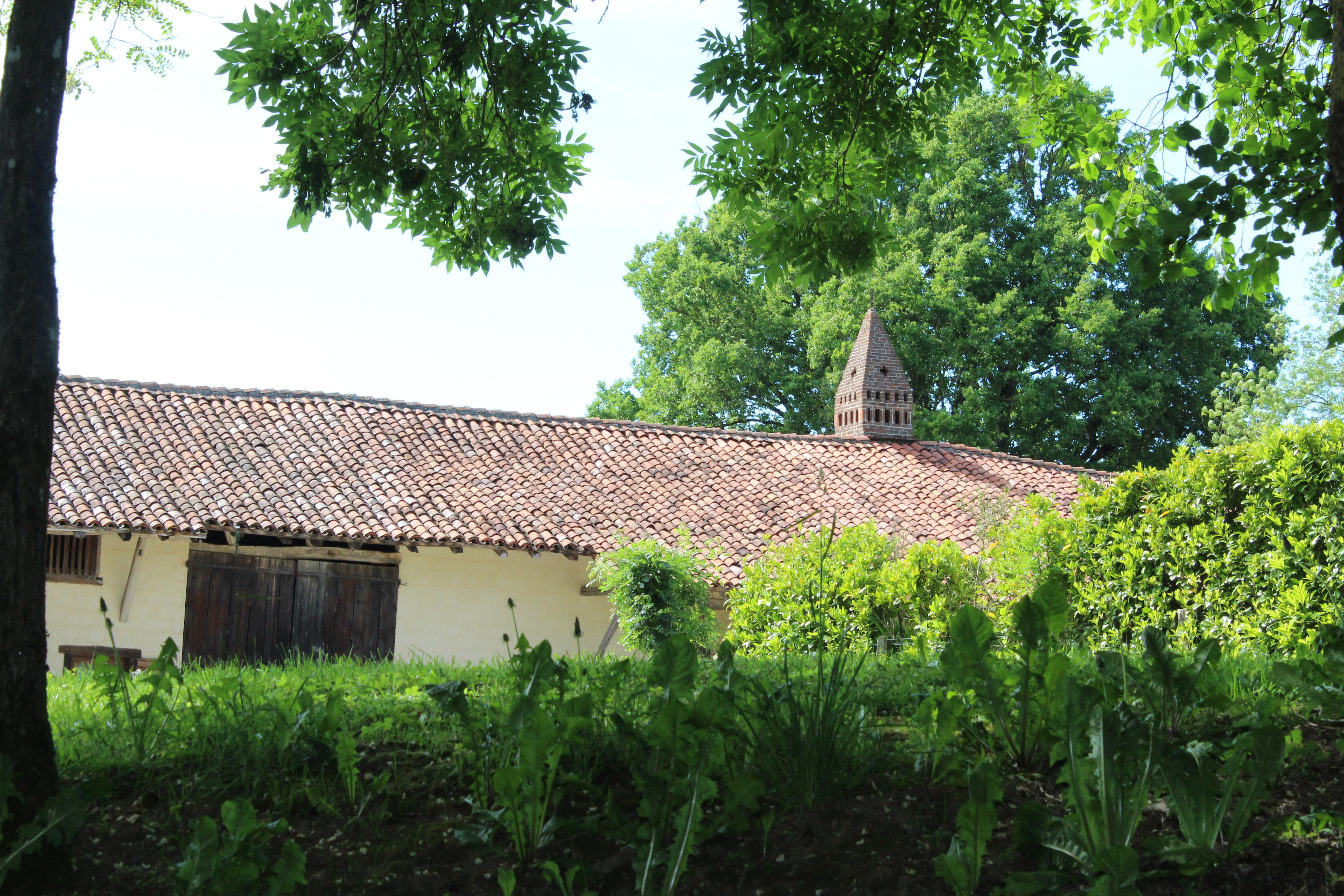
Ferme de Bevay
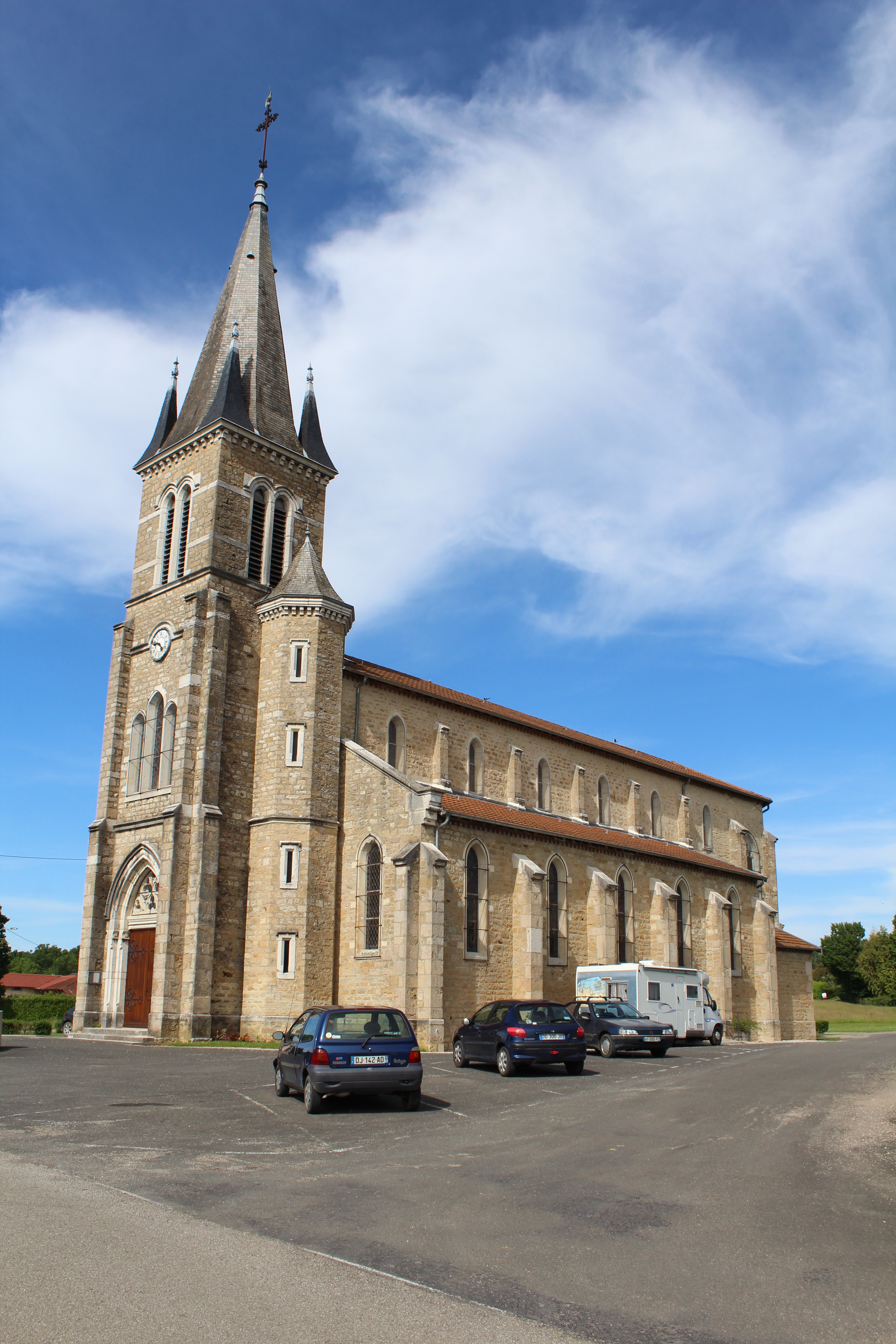
Kirche Saint-Antoine
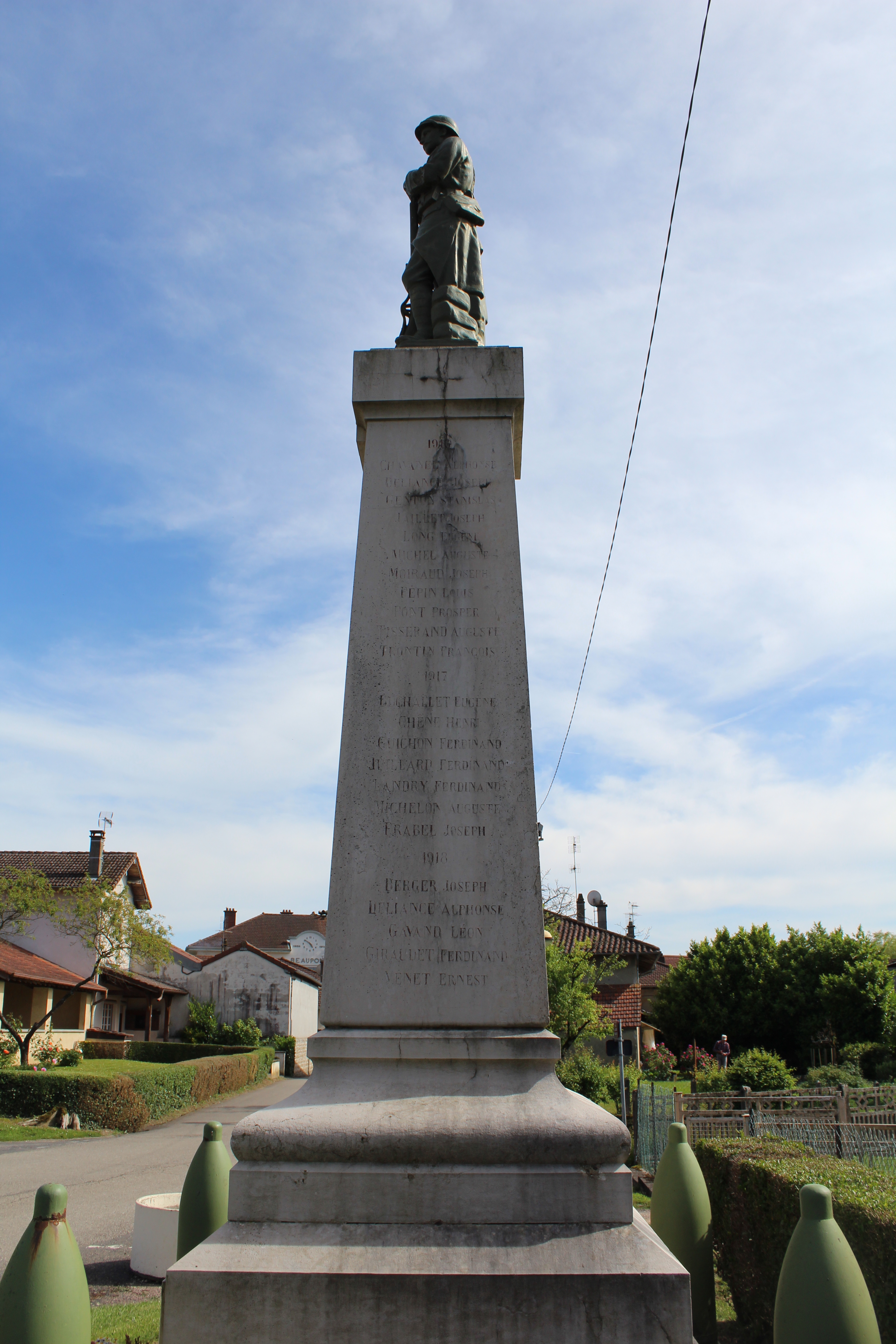
Gefallenendenkmal

## Persönlichkeiten
- Der Europapolitiker Robert Schuman (1886–1963) flüchtete im Zweiten Weltkrieg in das Waisenhaus Saint-Joseph
- Roger Pingeon (1940–2017), Tour-de-France-Sieger 1967, wohnte in Beaupont